# Zeca (brazylijski piłkarz)
José Luiz Ferreira Rodrigues (ur. 6 lipca 1946) – brazylijski piłkarz.

## Kariera piłkarska
Od 1969 do 1977 roku występował w klubie SE Palmeiras.

## Kariera trenerska
Po zakończeniu piłkarskiej kariery pracował jako trener w Kawasaki Frontale.